# Adrian Niculescu

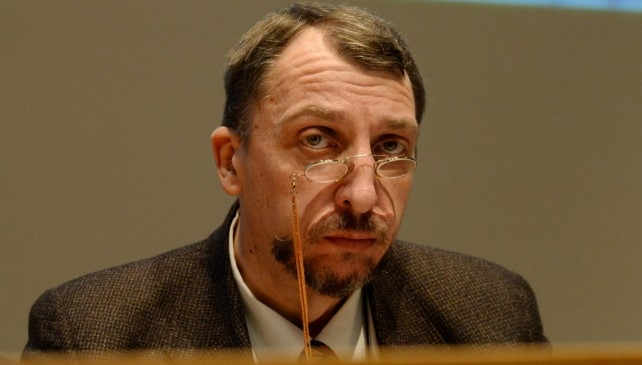
Adrian Niculescu, fost reprezentant al exilului românesc

Adrian Niculescu (n. 18 august 1960, București) este un istoric român.
Corespondent oficial în Italia al Departamentului românesc al Postului de Radio Europa Liberă (1984-1996), din 1985, reprezentant în Italia al Ligii pentru Apărarea Drepturilor Omului în România (L.D.H.R.), secția română, în exil, a Federației Internaționale a Drepturilor Omului (F.I.D.H. - Paris), Delegat în Italia al Asociației pentru Protecția Monumentelor Istorice din România (fondată de Arh. St. Gane, Paris, 1985), colaborator al presei Exilului românesc (Lupta, Limite, B.I.R.E. – Paris, Curentul, Dialog – Germania).
La propunerea sa, în 2003, se înființează Institutul Național pentru Memoria Exilului Românesc (INMER), secretariat de stat în cadrul Guvernului României (singurul de acest gen în Europa fostă comunistă) și este numit vice-președinte - sub-secretar de stat.
A fost demis din această funcție în iunie 2005 în urma unui conflict cu președintele instituției, Dinu Zamfirescu, care ar fi încercat să incendieze o parte din arhivele instituției.
Autor al volumelor:
- Martor al Istoriei: Emil Ghilezan de vorbă cu Adrian Niculescu, Editura ALL, 1998
- Din Exil, după Exil, Editura Univers, 1998
- Aux racines de la démocratie roumaine – Pruncul Român, premier journal libre roumain, chonique de la Révolution valaque de 1848, Editura Clusium, 2008
- De la limes-ul lui Fokas la granița lui Eminescu – Studii de istorie, Editura Clusium & Scriptor, 2009
- Co-autor al volumului: Violările Drepturilor Omului în Epoca Ceaușescu, Roma, 1989 (destinat introducerii clandestine în țară),
- Romania – Geografia e Storia, Roma, 2010